# Parc national de Dibru-Saikhowa
Le parc national de Dibru-Saikhowa est situé dans l'État de l'Assam en Inde.

## Présentation
Le parc de Dibru-Saikhowa est situé à 12 km au nord de Tinsukia dans les districts de Dibrugarh et de  Tinsukia. 
Sa superficie est de 350 km2 et son altitude moyenne est de 118 m (min : 110 m ; max : 126 m). 
Le parc est bordé par le Brahmapoutre et la Lohit au nord ainsi que par la rivière Dibru au sud.